# Formazione a distanza

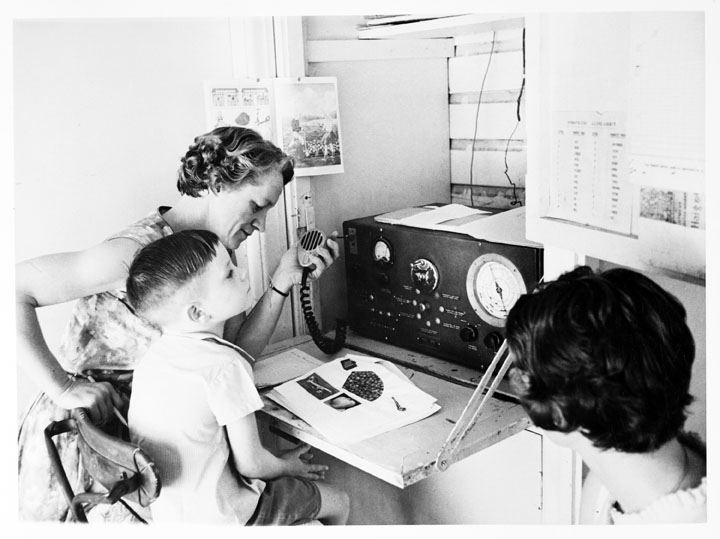
Una scuola primaria via radio nel Queensland, circa 1960

La formazione a distanza (FAD) è l'insieme delle attività didattiche svolte all'interno di un progetto educativo che prevede la non compresenza di docenti e discenti nello stesso luogo.

## Descrizione
La formazione a distanza: 
1. Supera i limiti posti dall'assenza di un luogo fisico come l'aula tradizionale;
2. Riduce i costi complessivi dell'intervento didattico a regime;
3. Razionalizza l'intervento del docente con la possibilità di distribuire on-line varie tipologie di documenti e materiali audiovisivi anche interattivi;
4. Permette una formazione didattica da parte dei discenti parzialmente on-demand che semplifica la partecipazione ai corsi da parte di studenti lavoratori, anziani o ospedalizzati;
5. È svincolata dal tempo, dallo spazio e dai luoghi di fruizione dell'apprendimento.

La formazione a distanza tuttavia: 
1. Rende più difficile l'interazione empatica docente-studente tipica della formazione in presenza,
2. Può costituire una barriera per i discenti poco avvezzi all'uso delle Tecnologie dell'informazione e della comunicazione (TIC),
3. Richiede comunque, per il riconoscimento dei titoli da parte delle istituzioni didattiche accreditate, fasi di valutazione in presenza al fine di permettere la certificazione delle competenze acquisite.

La formazione a distanza si è sviluppata in parallelo con le TIC, delle cui soluzioni tecniche ha largamente beneficiato.

## Le tre generazioni della FAD
Solitamente, si vuole distinguere fra tre generazioni diverse, in base al tipo di supporto utilizzato.

### Prima generazione: la didattica per corrispondenza postale
Nasce alla metà dell'Ottocento, utilizza le reti di trasporto e dei servizi postali per distribuire materiali cartacei a studenti che difficilmente avrebbero potuto raggiungere le sedi scolastiche. Nell'Ottocento, epoca in cui il tasso di analfabetismo era ancora alto, si svilupparono nei paesi più industrializzati (in specie Inghilterra e Svezia) i primi esperimenti di didattica per corrispondenza. Purtroppo di tali corsi rimangono scarse testimonianze. Le caratteristiche principali della FAD di prima generazione: 
1. Fu generalmente erogata da enti privati (questo vale per tutta l'Europa, non solo Inghilterra e Svezia);
2. Non fu orientata esclusivamente al mercato del lavoro;
3. Fu rivolta in prevalenza all'utenza adulta.

I corsi per corrispondenza erano composti da materiale cartaceo inviato per lettera, spesso corredato d'informazioni e istruzioni su come studiare; nelle fasi di verifica della formazione trasmessa venivano utilizzati test scritti, che il discente inviava per posta al docente dopo averli svolti. La prova di valutazione rappresentava quasi sempre l'unica modalità d'interazione tra docente e studente.

La città europea da cui partì il primo corso di formazione a distanza documentato fu Londra (1840).

### Seconda generazione: le tecnologie audiovisive
Agli inizi del XX secolo la didattica per corrispondenza esce, nel Vecchio Continente, dai ristretti ambiti della classe media per essere scoperta come strumento di formazione e istruzione più marcatamente scolastico e professionale, destinato per lo più ai giovani invece che dagli adulti, erogata sempre meno da singoli individui e sempre più da soggetti istituzionali o aziendali. Negli anni venti e trenta si diffonde una nuova tecnologia, la radio, che permette alla formazione di scoprire le potenzialità di un mezzo che si propaga nell'etere. Si verifica così il passaggio da una modalità di comunicazione impersonale a una modalità diffusionale, vale a dire il paradigma “da uno a molti” ovvero “da pochi a molti”. Spesso i corsi di formazione radiofonica utilizzano anche supporti cartacei, indispensabili per la fase di verifica, che sono inviati per corrispondenza.
Anche in Italia la radio è stato il primo mezzo di comunicazione di massa a diffondersi presso ogni classe di reddito.

Dagli anni quaranta pure il telefono sarà frequentemente utilizzato come supporto. A partire dagli anni cinquanta, periodo della ricostruzione postbellica, si avverte il bisogno di richiedere l'ausilio di strumenti formativi in grado di permettere una veloce ripresa delle attività scolastiche.
Negli anni sessanta vengono introdotti i supporti audiovisivi (per esempio la televisione) come strumento per apprendere, sebbene in America la sperimentazione della televisione in ambito formativo fosse iniziata a partire dagli anni quaranta. Dopo un decennio si scoprono le potenzialità del mezzo pure in Europa, tantoché le televisioni pubbliche europee si assumo, nei paesi impegnati nella ricostruzione del dopo guerra, il compito di diffondere e divulgare la cultura nazionale. Le nuove opportunità offerte dal mezzo televisivo sono legate alle sue esemplificazioni visive, facile da comprendere anche per un pubblico con bassa scolarizzazione.

Un'altra tappa fondamentale fu la commercializzazione del VHS (Video Home System): le videocassette consentirono infatti di personalizzare i tempi di fruizione, favorendo la personalizzazione dell'offerta formativa. I sistemi per la fruizione a distanza di seconda generazione furono generalmente sistemi integrati: gli audiovisivi sono combinati con gli strumenti offerti dalla telematica (telefono, fax ecc.) e coi supporti tradizionali (p.e. dispense cartacee).
A metà degli anni novanta si sviluppò la teleconferenza, usata in ambito didattico per la soluzioni di problemi logistici all'interno delle università. Le tecnologie audiovisive hanno potenziato una cultura dell'immagine, meno elitaria rispetto alla scrittura, e una maggiore personalizzazione dei tempi e modi di fruizione.

### Terza generazione: le tecnologie informatiche
L'utilizzo del personal computer nell'ambiente domestico rende possibile, a metà degli anni ottanta, il passaggio a una nuova generazione. La FAD di terza generazione si articola in due fasi:
1. Fase off-line, basata sull'uso di strumenti che non si avvalgono del supporto delle reti (floppy disk, videodischi, CD-ROM);
2. Fase on-line, caratterizzata dalla diffusione dell'uso delle reti (specie internet).

Con l'avvento della Formazione on-line, l'apprendimento - da modalità individuale e di "autoapprendimento" passivo, diventa un processo complesso e dinamico che prevede il ruolo attivo del discente e dà grande importanza all'apprendimento collaborativo e cooperativo. Recentemente, in seguito alla maturazione dell'editoria multimediale, l'apprendimento online riesce a sfruttare completamente le nuove tecnologie.
La distinzione della FAD in fasi generazionali, per quanto concettualmente efficace, rischia tuttavia di oscurare l'importanza assunta dai paradigmi educativi e dalle teorie della conoscenza che accompagnano l'evoluzione del settore. In particolare, per quanto riguarda la fruizione a distanza che si basa sulla telematica e che viene generalmente denominata come apprendimento online, non bisogna dimenticare come essa sia basata sull'interazione tra tutti i partecipanti al progetto educativo come elemento centrale.

È proprio in questo, infatti, che essa si distingue dai sistemi che l'hanno preceduta. L'utilizzo delle nuove tecnologie, da solo, non basta a dar conto del cambiamento. Si pensi, ad esempio, al Computer Based Training che, pur sfruttando le macchine informatiche, costituiva ancora una forma di apprendimento trasmissivo. Ciò che si verifica oggi, nella società della conoscenza, è invece l'emergere di un paradigma costruttivista della conoscenza.
Con l'emergenza sanitaria COVID-19 del 2020, la FAD, nelle sue declinazioni di applicazioni di lavoro agile e soprattutto di didattica a distanza, ha ricevuto un significativo impulso a svilupparsi e ad evolversi ulteriormente.